# Flosmaris bathamae
Flosmaris bathamae is een zeeanemonensoort uit de familie Isophelliidae.
Flosmaris bathamae is voor het eerst wetenschappelijk beschreven door Hand in 1961.